# Drosophila retrusa
Drosophila retrusa är en tvåvingeart som beskrevs av Elmo Hardy 1965. Drosophila retrusa ingår i släktet Drosophila och familjen daggflugor.
Artens utbredningsområde är Hawaii.